# Antonio Cagnoni
Antonio Cagnoni (ur. 8 lutego 1828 w Godiasco, zm. 30 kwietnia 1896 w Bergamo) – włoski kompozytor.
Autor oper: 
- Don Bucefalo, (1847)
- Il testamento di Figaro, (1848)
- Amori e Trappole, (1850)
- La fioraia, (1853)
- Michele Perrin, (1864)
- Claudia, (1866)
- Il duca di Tapigliana, (1874)
- I duc Savoiardi
- Giralda
- Papa martin i inne